# Leskia aurea
Leskia aurea là một loài ruồi trong họ Tachinidae.